# مانی این د بنک (۲۰۲۱)
مانی این د بنک (به انگلیسی: Money in the Bank) یک رویداد غیر رایگان (Pay-Per-View) در کشتی حرفه‌ای است که توسط کمپانی دبلیودبلیوئی برای دو برند راو و اسمک داون خود تهیه می‌شود و این دوره‌اش هم در ۱۸ ژوئیه ۲۰۲۱ در شهر فورت ورث ایالت تگزاس و در دکیز ارینا برگزار شد. این، دوازدهمین دوره از مانی این د بنک از زمان آغاز این پی پر ویو در سال ۲۰۱۰ بود.
هفت مسابقه برگزار شد که یک از آنها در پری-شو بود. در مسابقه اصلی رومن رینز در مقابل ادج به پیروزی رسید تا از کمربند یونیورسال خود دفاع کند. بیگ ای چمدان مانی این د بنک مردان و نیکی ای.اس.ایچ هم چمدان مانی این د بنک را از آن خود کرد. شارلوت فلر هم توانست با شکست دادن ریا ریپلی قهرمان جدید کمربند زنان راو شود. از دیگر اتفاقات مهم این شب بازگشت جان سینا به دبلیو دبلیو ای پس از رسلمانیا ۳۶ در آوریل ۲۰۲۰ بود.

## زمینه‌سازی
مانی این د بنک شامل مسابقاتی بین دشمنی‌های موجود، ماجراهای پیش آمده و استوری‌هایی خواهد بود که پیش از این در برنامه‌های راو یا اسمک داون پخش شده بود. کشتی‌گیرها با توجه به مسابقات یا سری اتفاقاتی که برایشان رخ می‌دهد و تنش را به حد اکثر می‌رساند، نقش منفی یا قهرمان به خود می‌گیرند.
مسابقات تعیین کردن اعضای مسابقه نردبان مانی این د بنک مردان در شوی راو ۲۱ ژوئن برگزار شد. ریکوشی، جان ماریسون و ریدل به ترتیب با پیروزی بر رقبا ای جی استایلز، رندی اورتون و درو مکینتایر برای این مسابقه انتخاب شدند. نماینده پایانی راو در یک مسابقه سه گانه در هفته بعد مشخص شد که در ابتدا قرار بود بین استایلز، اورتن و مک اینتایر باشد. با این حال، اورتن به دلایل نامعلوم قادر به رقابت نبود. یک مسابقه بتل رویال برای پر کردن جایگاه اورتن در مسابقه سه گانه برگزار شد. ریدل، شریک اورتن در تیم RKBro ، مقامات دبلیودبلیوئی آدام پیرس و سونیا دویل را متقاعد کرد که به او اجازه دهند در مسابقه بتل رویال شرکت کند که در صورت پیروزی، او نماینده اورتن در مسابقه سه گانه خواهد بود. ریدل در مسابقه بتل رویال پیروز شد، اما مک اینتایر در مسابقه سه گانه پیروز شد تا جایگاه آخرین نماینده راو را در مسابقه نردبان مانی این د بنک بدست آورد.  اولین جایگاه اسمک داون توسط بیگ ای پر شد، که با شکست دادن قهرمان بین قاره ای آپولو کروز در قسمت ۲۵ ژوئن اسمک داون، صلاحیت خود را اعلام کرد.  مکان دوم اسمک داون توسط کوین اونز پر شد که در قسمت ۲ ژوئیه در یک مسابقه آخرین فرد بازمانده سمی زین را شکست داد. 
مسابقات مقدماتی مسابقه نردبان بانوان پول در بانک نیز در قسمت ۲۱ ژوئن راو آغاز شد. قرار بود دو مسابقه تگ تیم برای تعیین چهار شرکت کننده از راو انجام شود. آسکا و نائومی با غلبه بر تیم اوا ماری و داودروپ (پیپر نیوان سابق در ان اکس تی انگلستان) و بعداً الکسا بلیس و نیکی کراس با شکست دادن تیم نایا جکس و شینا بیزلر به صلاحیت رسیدند. در قسمت ۲۵ ژوئن اسمک داون ، سونیا دویل ، مقام دبلیو دبلیو ای، برنده یک بار چمدان مانی این د بنک یعنی کارملا را به عنوان اولین نماینده از چهار شرکت کننده اسمک داون معرفی کرد. لیو مورگان، که با کارملا دشمنی می کرد، به دلیل اینکه کارملا در یک مسابقه مقدماتی برای بدست آوردن جایگاه خود شرکت نکرد ، مسئله را مطرح کرد. سپس دویل مورگان را با کارملا روبرو کرد تا ثابت کند لیاقت حضور در این مسابقه را دارد و مورگان پس از آن کارملا را شکست داد. در اسمکدان ۲ ژوئیه ؛ دویل از زلینا وگا، که پس از آزادی در نوامبر سال ۲۰۲۰ به دبلیو دبلیو ای بازگشت ، به عنوان دومین شرکت کننده اسمکدان در مسابقه نام برد.
در قسمت ۲۱ ژوئن در راو ، در حالی که شب گذشته قهرمان دبلیودبلیوئی، بابی لشلی و مدیرش ام وی پی برنده شدن لشلی مقابل درو مک اینتایر در هل این ا سل را جشن می گرفتند ، با نیو دی قطع شدند (کوفی کینگستون و زیویر وودز). کینگستون به لشلی یادآوری کرد که او در یک مسابقه بدون عنوان در قسمت ۱۷ مه راو او را شکست داده است و همچنین پس از از دست دادن قهرمانی در بیستمین سالگرد اسمک داون در اکتبر ۲۰۱۹ ، او هرگز مسابقه برگشت را برای این عنوان دریافت نکرده است. سپس کینگستون لشلی را برای عنوان قهرمانی به چالش کشید؛ لشلی پذیرفت و مسابقه برای مانی این د بنک برنامه ریزی شد.
پس از حمله ریپلی به فلیر با پوشش بالای جدول اعلامیه ، شارلوت فلیر در هل این ا سل قهرمان زنان راو، ریا ریپلی را با رد صلاحیت شکست داد. با این حال ، از آنجا که عناوین از طریق رد صلاحیت تغییر دست نمی دهند، مگر اینکه شرط شود، فلیر این عنوان را به دست نیاورد. شب بعد در راو ، فلیر ادعا کرد که او به ریپلی "افتخار" می کند و به ریپلی گفت که او هرگز او را به عنوان "یک قهرمان استراتژیک" ندیده است. سونیا دویل ، مقام دبلیو دبلیو دبلیو ای ، سپس یک مسابقه برگشت بین این دو را برای کسب عنوان در مانی این د بنک در نظر گرفت.

## مسابقات ثبت شده و نتایج
| # | مسابقه | نوع مسابقه                                                                               | مدت زمان |
| --- | --- | ---------------------------------------------------------------------------------------- | -------- |
| ۱پ | د اوسوز (جیمی و جی اوسو) پیروز در مقابل ری میستریو و دامینیک میستریو (c)                                                                                               | مسابقه تگ تیم برای قهرمانی تگ تیم اسمک‌داون دبلیودبلیوئی                                  | ۱۱:۲۵    |
| ۲ | نیکی ای.اس.ایچ پیروز در مقابل آسکا در مقابل نیومی در مقابل الکسا بلیس در مقابل لیو مورگان در مقابل زلینا وگا در مقابل ناتالیا در مقابل تامینا                          | مسابقه نردبان مانی این د بنک برای به دست آوردن حق مسابقه بر سر کمربند قهرمانی جهانی زنان | ۱۵:۴۵    |
| ۳ | ای جی استایلز و اوماس (c) پیروز در مقابل وایکینگ ریدرز (اِریک و آیوار)                                                                                                  | مسابقه تگ تیم برای قهرمانی تگ تیم راو دبلیودبلیوئی                                       | ۱۲:۵۵    |
| ۴ | بابی لشلی (c) (با همراهی ام وی پی) پیروز در مقابل کوفی کینگستون (با همراهی زیویر وودز) با تسلیم                                                                        | مسابقه تک نفره برای قهرمانی دبلیودبلیوئی                                                 | ۷:۳۵     |
| ۵ | شارلوت فلر پیروز در مقابل ریا ریپلی (c) | مسابقه تک نفره برای کمربند زنان راو                                                      | ۱۶:۵۰    |
| ۶ | بیگ ای پیروز در مقابل ریکوشی در مقابل جان موریسون (با همراهی د میز) در مقابل ریدل در مقابل درو مکینتایر در مقابل کوین اونز در مقابل شینسکه ناکامورا در مقابل ست رالینز | مسابقه نردبان مانی این د بنک برای به دست آوردن حق مسابقه بر سر کمربند قهرمانی جهانی      | ۱۷:۴۰    |
| ۷ | رومن رینز (c) (با همراهی پاول هیمن) پیروز در مقابل ادج | مسابقه تک نفره برای کمربند یونیورسال دبلیودبلیوئی                                        | ۳۳:۱۰    |
| - (c) – نشان‌دهنده قهرمان(هایی) است که به میدان می‌روند - پ – نشان‌دهنده این است که مسابقه در پری–شو - *مسابقات برگزار خواهد شد | |                                                                                          |          |

## موضوعات مرتبط
- دبلیودبلیوئی مانی این د بنک
- فهرست قهرمانان کنونی دبلیودبلیوئی